# Geschichte der Gemeinde Breitungen/Werra
Die thüringische Gemeinde Breitungen/Werra feierte vom 16. bis 25. Mai 2008 ihr 1075-jähriges Bestehen.

## Mittelalter
Um 450 soll von den Alemannen die Siedlung Altenbreitungen, der älteste Teil von Breitungen, links und rechts der Werra gegründet worden sein.
Etwa 300 Jahre später siedelten sich auch Franken in dem Gebiet an. In dieser Zeit entstanden Burg- und Königsbreitungen.
Während am linken Ufer der Werra Königsbreitungen durch eine fränkische Ville gegründet wurde, entstand Burgbreitungen am rechten Werraufer durch eine Königspfalz. Um 915 wurde die königliche Pfalz durch die Ungarn während ihrer Raubzüge im Frankenreich zerstört.

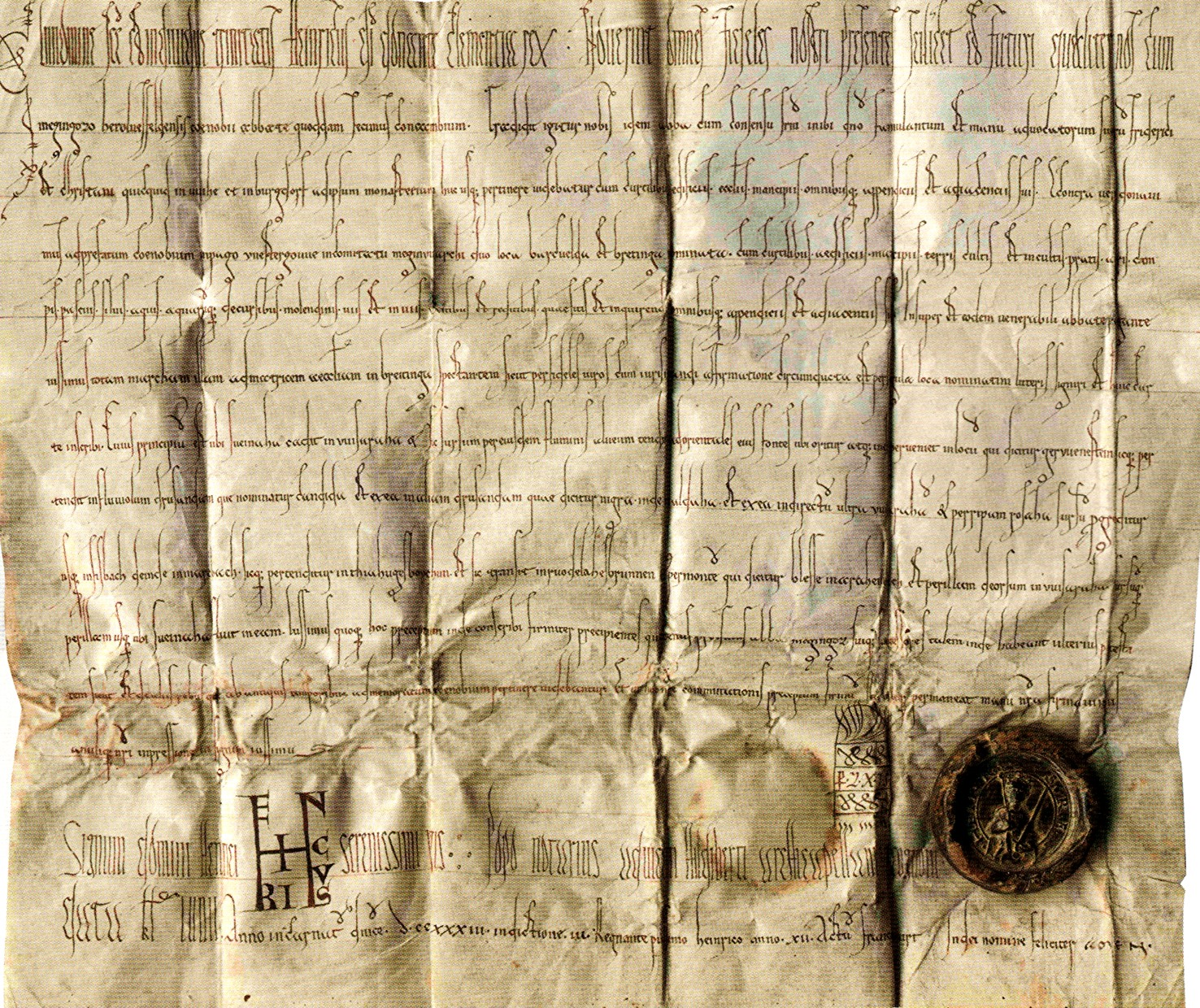
Die Ersterwähnungsurkunde aus dem Jahr 933: Tausch der Orte Breitungen gegen die Dörfer Wiehe und Burgdorf an der Unstrut

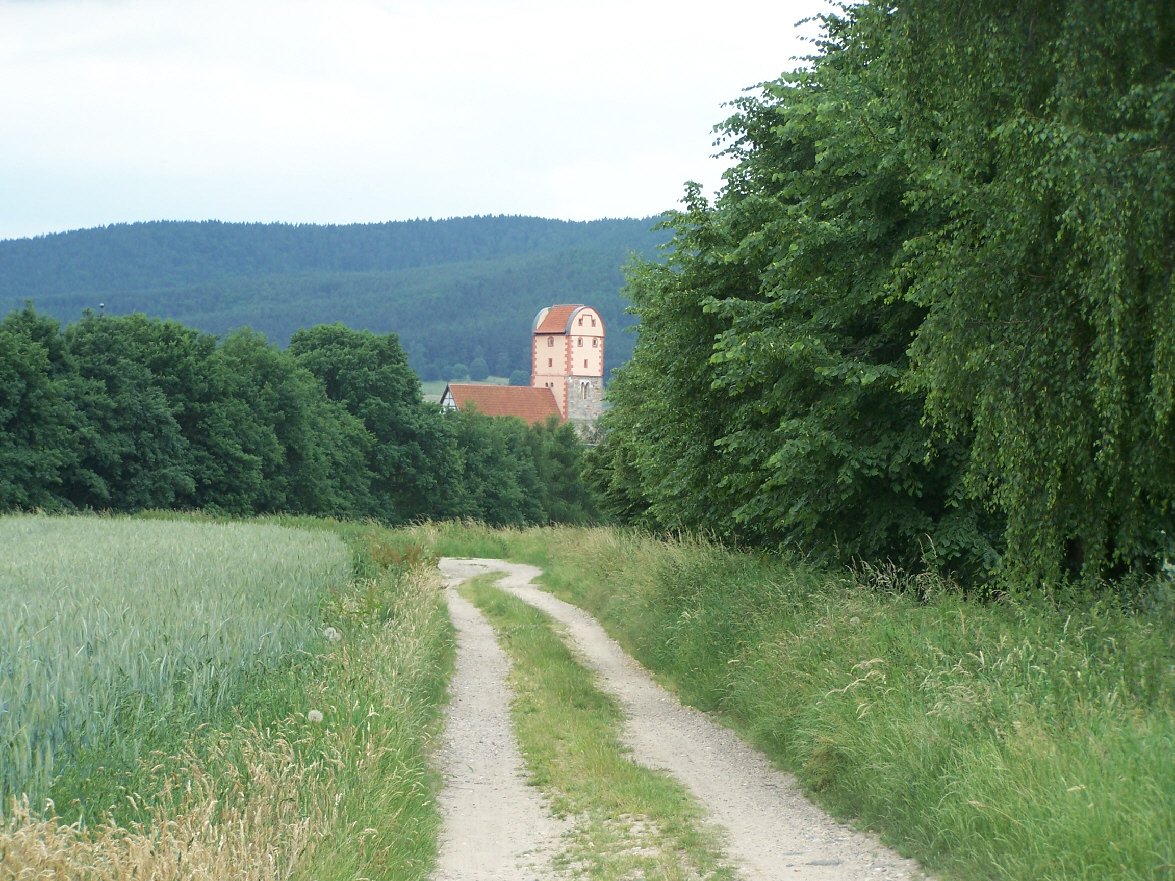
Herrenbreitungen

Am 1. Juni 933 wurde Breitungen das erste Mal urkundlich in einer Urkunde des Königs Heinrich I. als „Bretinga“ erwähnt. Das königliche Schriftstück beschreibt die Grenzen der Mark Bretinga, die an einer wichtigen Werra-Furt lag und ein Gebiet von etwa 280 Quadratkilometern umfasste. Mit dieser Größe, dem Verwaltungssitz des Gerichts und der Mutterkirche war Bretinga im 10. Jahrhundert politischer und kultureller Mittelpunkt der Region. Nachdem im Jahr 1016 das Breitunger Waldgebiet urkundlich erwähnt wurde, verlieh Kaiser Heinrich II. dem Kloster Hersfeld den „Wildbann“ in einem genau umgrenzten Gebiet bei Bretinga. Im Jahre 1049 wurde in der Herrenbreitunger Abtei eine Grundstücksschenkung an das Kloster Fulda „in monasterio breitingen“ beurkundet.
Damit gilt die Existenz des Klosters Burgbreitungen als sicher.
1112 erbte Pfalzgraf Siegfried von Orlamünde die Reste der königlichen Pfalz und die Vogtei Burgbreitungen und veranlasste die Weihe der Basilika, des Hauptgebäudes des neu gegründeten Benediktinerklosters. Damit wurde Burgbreitungen zu Herrenbreitungen. Breitungen wurde mehr und mehr ausgebaut, bis Königsbreitungen schließlich 1114 von Kaiser Heinrich V. auf Bitte der Abtei Hersfeld das Marktrecht verliehen bekam. Somit wurde Königsbreitungen Zoll- und Münzstätte der Abtei Hersfeld.
Im Jahr 1137 gründete der Leutpriester Heinrich, ein Pfarrer der Mutterkirche Königsbreitungen, im Auftrag der Abtei Hersfeld das Armenhospital Spittel. Vom gleichen Jahr stammte die erste Erwähnung der Klosterbrücke zwischen Burg- und Königsbreitungen. 1150 gestattete Abt Heinrich von Hersfeld den Brüdern des Hospitals, sich zu einem Prämonstratenserkloster zu konstituieren. Drei Jahre später zogen auch Nonnen in das Augustinerkloster ein. Nach der Gründung dieses Nonnenklosters wurde der Ort Königsbreitungen wahrscheinlich zu Frauenbreitungen umbenannt. Im Jahr 1187 übernahm der Thüringer Landgraf Hermann I. die Verwaltung der Vogtei Herrenbreitungen.
1247 wurde das Doppelkloster der Prämonstratenser ausschließlich ein Nonnenkloster und nahm einen raschen wirtschaftlichen Aufstieg.
Im Zusammenhang mit diesem Kloster erschien 1285 erstmals der Ortsname Frauenbreitungen. Im Jahr 1301 schenkte Landgraf Albrecht von Thüringen Graf Berthold VII. von Henneberg-Schleusingen die Vogtei Altenbreitungen. Zur selben Zeit wurden die Henneberger mit der Vogtei Frauenbreitungen durch den Abt Berthold I. von Hersfeld belehnt. 1326 wurde auch Burgbreitungen als Herrenbreitungen in einer Urkunde erstmals offiziell erwähnt. Elf Jahre später wurde die Vogtei Herrenbreitungen Hennebergisches Lehen. Damit unterstanden alle drei Ortsteile, nun mit ihren endgültigen Namen, der Verwaltung der Henneberger Grafen und blieben dies auch bis zum Aussterben dieses Geschlechts.
Im Jahr 1460 kam es zum ersten Nachweis der Gerichtsbarkeit in Herrenbreitungen durch das „Weisthum zu Herrenbreitungen“. 1494 wurde das erste Mal Leinen zu Speise- und Beleuchtungszwecken sowie als Rohstoff zur Bekleidungsherstellung angebaut.

## Neuzeit

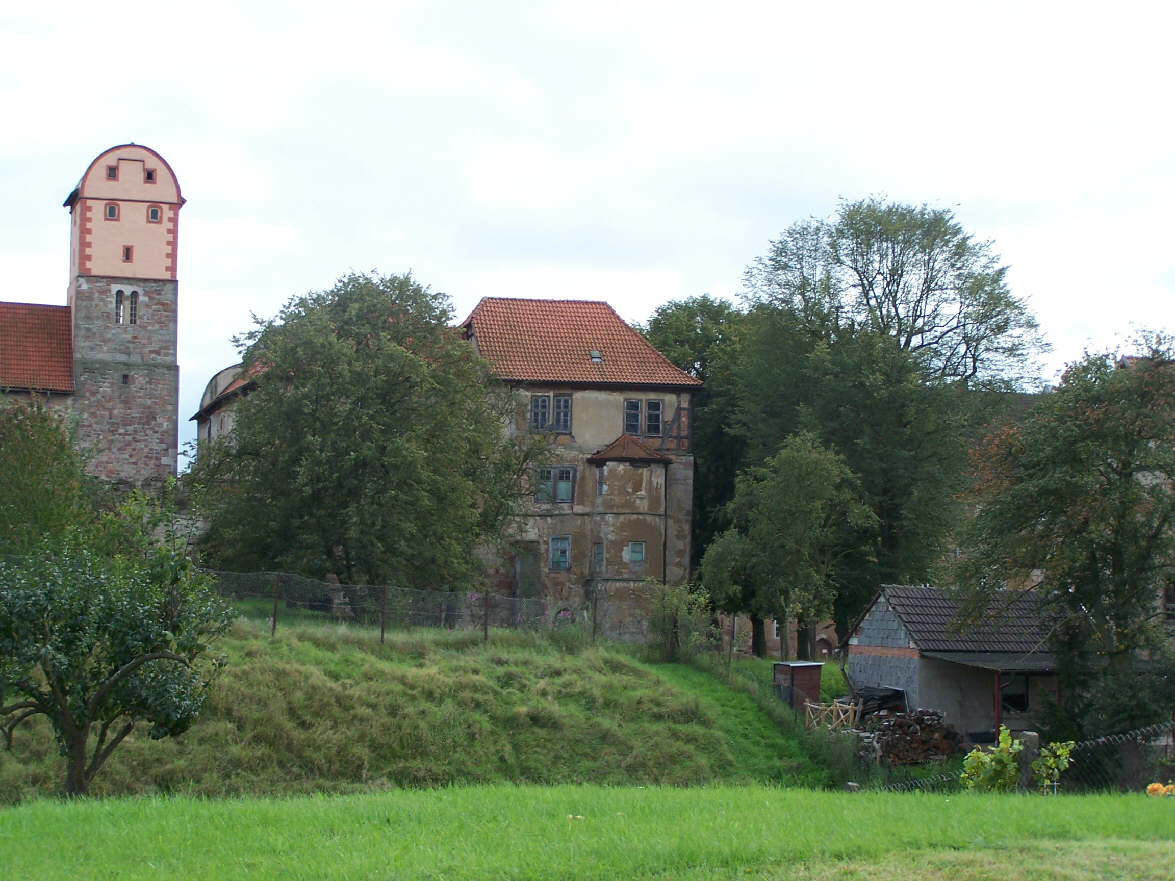
Schloss Herrenbreitungen

1525 tobte in der Region der Bauernkrieg. Durch die zunehmende Verelendung der Bauern kam es vielerorts zum Aufstand, die Region war Aktionsgebiet des Werrahaufen, der sich in Breitungen auch gegen die Klöster richtete.
Drei Jahre später kam es zur Säkularisation des Prämonstratenserklosters durch den Grafen Wilhelm IV. von Henneberg.
Frauen- und Herrenbreitungen, um 1300 zu Lehen des Klosters Hersfeld geworden, wurden nach Aufhebung der Klöster als Vogtei und als Amt von Henneberger Grafen und Meininger Fürsten regiert.
So wurde im Jahr 1542 in Frauenbreitungen ein Vogteiamt auf dem Gelände des früheren Klosters eingerichtet, dem 4 Dörfer und 11 Höfe unterstanden.
Zehn Jahre danach erfolgte im Verlauf der Reformation der Niedergang des Benediktinerklosters. Der Abt Kilian Vogel verließ mit den letzten drei Mönchen das Kloster in Herrenbreitungen.
1554 schloss Graf Wilhelm IV. von Henneberg am 1. September mit den Herzögen von Sachsen den Kahlaer Erbvertrag. Die Ernestiner erlangten durch die Übernahme der Schulden der Henneberger die Anwartschaft auf deren gesamten Besitz.
1559 setzte Graf Georg Ernst von Henneberg in einer Dorfordnung das Einzugsgeld für nach Herrenbreitungen ziehende fremde Personen fest.
In den nächsten Jahren begann Graf Poppo XII. von Henneberg, aus Teilen des Klosters ein Residenzschloss zu bauen, und nahm dort mit seiner Gemahlin Sophie seinen Wohnsitz.
Es wurden auch bauliche Veränderungen an der Klosterbasilika vorgenommen, zum Beispiel erhielt der Turm zwei weitere Geschosse und einen runden Giebelabschluss. Weiterhin wurde die Basilika als evangelische Schlosskirche genutzt.
1574 starb Graf Poppo XII. von Henneberg, ohne Nachkommen zu hinterlassen.
Am 31. August 1583 schlossen Georg Ernst, letzter Graf von Henneberg, der Landgraf Wilhelm von Hessen und Vertreter des ernestinischen Sachsen den so genannten Salzunger Vertrag.
Demnach erhielt nach dem Aussterben der Hennebergischen Linie der Landgraf von Hessen das Schloss, mit Wohnrecht für Graf Poppos Witwe Sophie, und die Vogtei Herrenbreitungen samt dem Abtswald. Gerichtsbarkeit und Jagdgerechtigkeit erhielt das Haus Sachsen.
Frauen- und Altenbreitungen sowie die Wildbahn vom Pleß bis zur Rosa und Werra wurden dem sächsischen Hause überlassen.
Damit wurde die politische Trennung der Ortsteile herbeigeführt.
Noch im gleichen Jahr starb Georg Ernst von Henneberg, und die Vereinbarungen des Salzunger Vertrags traten in Kraft.
Im Jahr 1590 wurde die erste Schule neben der Kirche in Frauenbreitungen erwähnt.

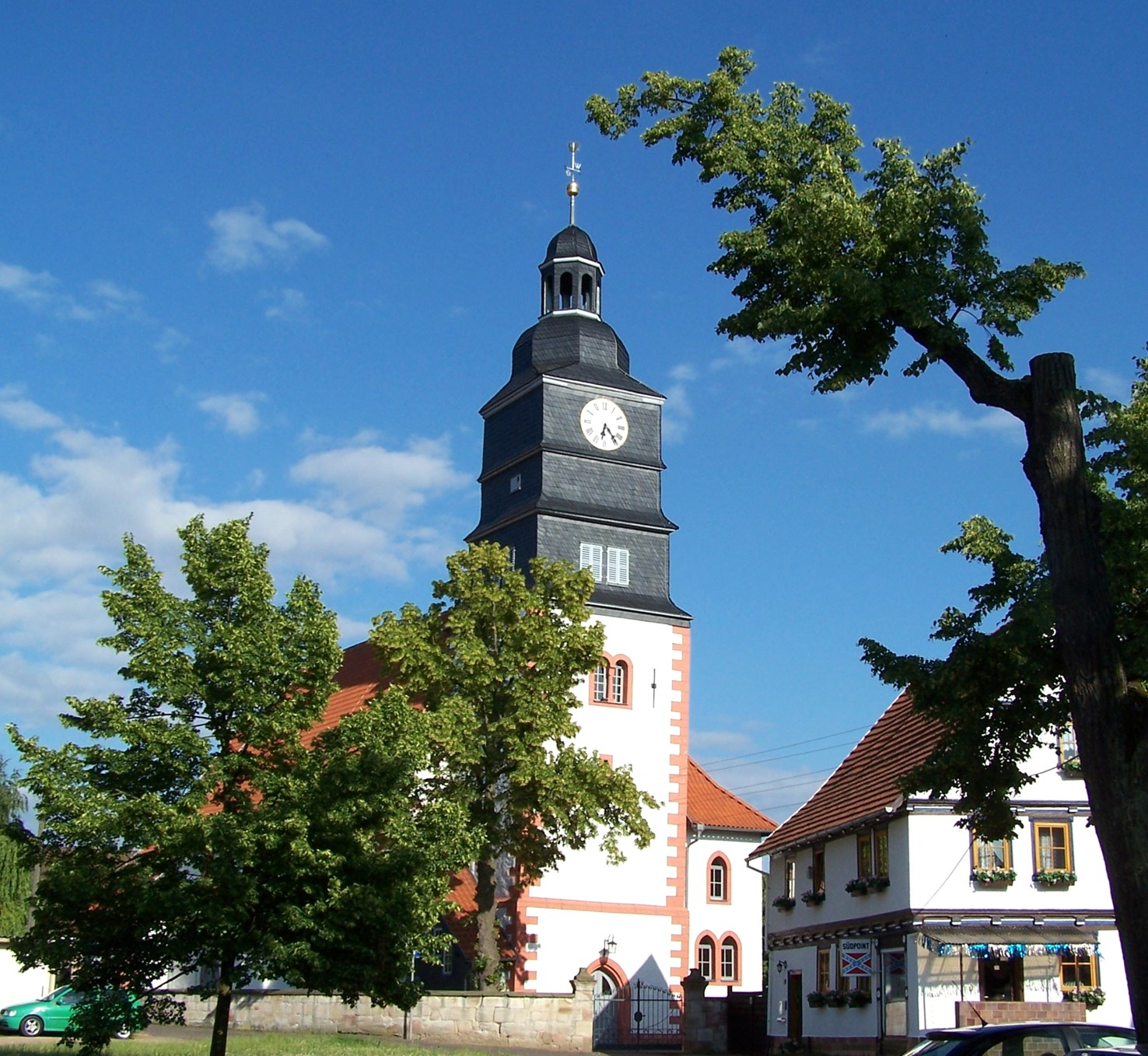
Die Frauenbreitunger Marienkirche

1598 begannen in Breitungen die Hexenprozesse. Aufzeichnungen finden sich im Kirchenbuch Frauenbreitungen. In den Hexenverfolgungen wurden 17 Personen angeklagt, mindestens elf hingerichtet, der Ausgang einiger Prozesse ist unbekannt. Die letzte Verbrennung fand am 17. August 1700 statt: Catharina Burckhardt, des Büttners Frau.
1615 und 1616 wurde die Marienkirche in Frauenbreitungen unter Einbeziehung des romanischen Kirchturms der Vorgängerkirche neu gebaut.
Nach dem Ausbruch des Dreißigjährigen Krieges fügten zwischen 1634 und 1640 sowohl Truppen der katholischen Liga als auch der protestantischen Union dem Ort schwere Schäden zu.
Am 10. Juni 1640 wurde Herrenbreitungen ein Opfer der Flammen.
Das Renaissanceschloss, das Pfarrhaus, Scheunen und verschiedene Stallungen wurden durch das Feuer stark in Mitleidenschaft gezogen. Das Dach, der Dachstuhl und das Querschiff der romanischen Basilika wurden zerstört.
In den folgenden Jahren konnte sich Breitungen aber erholen, und 1654 waren schließlich viele Handwerker in Breitungen tätig. Dazu zählten beispielsweise Schneider, Müller, Leineweber, Büttner, Bäcker, Metzger, Schreiner, Hufschmiede und Wagner.
Im Jahr 1659 wurde begonnen, Tabak anzubauen. Dieser wurde Haupteinnahmequelle der Landbesitzer und wichtiges Mittel zur Ernährung der landlosen Bevölkerung.
1661 fielen Alten- und Frauenbreitungen an Herzog Ernst den Frommen von Gotha.
1662 wurde die Basilika in Herrenbreitungen zur weiteren Nutzung als evangelische Schlosskirche zu ihrer heutigen Gestalt hergerichtet.
1680 ging das Amt Frauenbreitungen an Herzog Bernhard I. von Sachsen-Meiningen, dem 3. Sohn von Herzog Ernst den Frommen von Gotha, über.
1686 wurde auf Anordnung der Landgräfin Hedwig Sophie von Hessen gegenüber der Kirche in Herrenbreitungen ein neues Pfarrhaus errichtet.
Im Jahr 1721 wurde das Erdgeschoss der „Kapelle“, dem heutigen Wahrzeichen Altenbreitungens, auf den Fundamenten eines früheren Gebäudes aus spätromanischer Zeit errichtet.
Ein Jahr später baute Altenbreitungen ein eigenes Schulhaus und stellte einen Schulmeister ein.

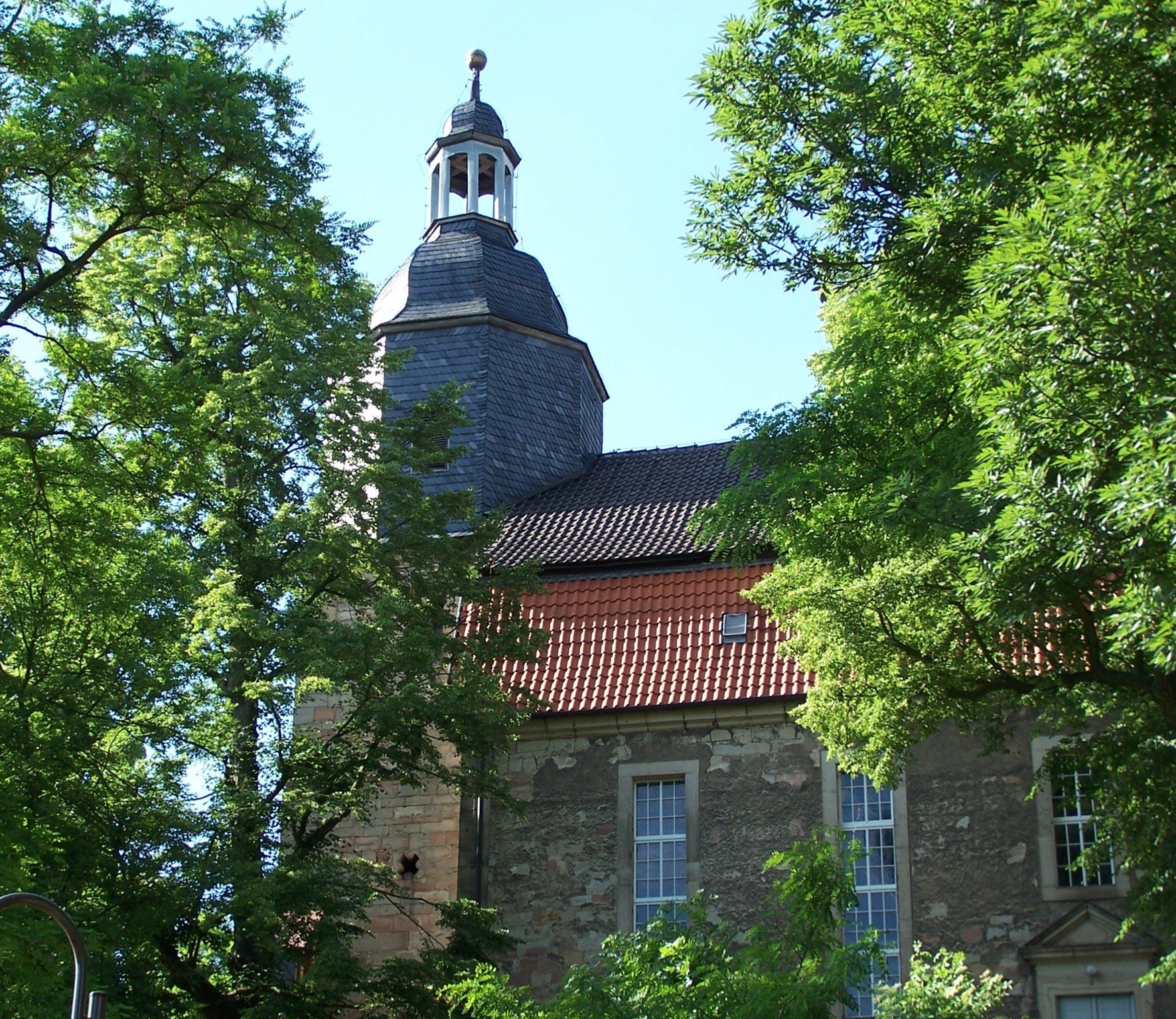
Die Herrenbreitunger Michaeliskirche

1731 wurde die romanische Michaeliskapelle abgerissen und der Grundstein zum Neubau der Dorfkirche in Herrenbreitungen unter Wiederverwendung des Kirchturmes der ehemaligen Kapelle gelegt.
Im Jahr 1753 wurde in Herrenbreitungen ein Gemeindebrauhaus errichtet.
Fünf Jahre später wurden auch Kartoffeln in Breitungen erstmals angebaut.
Im Siebenjährigen Krieg von 1756 bis 1763 erlebte Herrenbreitungen ständig Einquartierungen, besonders französische Truppen, die mit der Erpressung von Geld und Wegzehrung verbunden waren.
Am 25. April 1760 erschienen kaiserliche Husaren, erpressten Proviant und nahmen den Schulzen Valentin Hoffmann bis zur Ölmühle mit, wo er für drei Taler und 18 Kreuzer wieder freikam.
1780 wurde das Pfarrhaus in Frauenbreitungen im fränkischen Fachwerkstil errichtet.
1799 wurden in Frauenbreitungen bei der ersten großen Bevölkerungszählung 70 Häuser und 410 Einwohner gezählt.
Am 13. Mai 1825 erhielt der Apotheker Wilhelm Rhodemann auf sein Ersuchen von Herzog Bernhard von Sachsen-Meiningen das Recht zur Errichtung einer Apotheke im herzoglichen Amte Frauenbreitungen.
Von 1842 bis 1846 wurde der Werralauf beim Bußhof begradigt.
1846 begann der Neubau einer Schule in Altenbreitungen, die am 13. April 1847 eingeweiht wurde.
1848 kämpften in der Region Bauern für bessere wirtschaftliche Verhältnisse.
Um ihren Forderungen Ausdruck zu verleihen, fällten sie die Pappeln an der Bußhofallee.
Auch heute stehen bei der Straße zwischen Breitungen und Bußhof keine Bäume mehr.
Von 1856 bis 1858 wurde die Eisenbahnlinie Eisenach-Lichtenfels, Werrabahn genannt, gebaut. Breitungen erhielt am 20. Juli 1886 eine Haltestelle auf der Strecke dieser Bahnlinie.
Im Jahr 1865 wurde eine steinerne Brücke über die Truse für 242 Taler gebaut.
1866 kämpfte im preußisch-österreichischen Krieg Hessen an der Seite Österreichs. Da Österreich verlor, ging Herrenbreitungen an Preußen über.

## Moderne

### Kaiserreich
Nach den Angaben des Herzogs Georg II. von Meiningen entstand in den Jahren 1886/87 auf dem Pleßberg das herzogliche Jagdschlösschen.
1890 wurde die Darlehenskasse gegründet und nahm im Gebäude in der Schillerstraße ihre Handels- und Banktätigkeit auf.
Im Jahr 1894 wurde eine neue Schule in der Gartenstraße in Frauenbreitungen gebaut.
In den folgenden Jahren kam es zu einer Vielzahl von Fabrikneubauten, vorrangig Metallwarenfabriken.
1902 wurde die Freiwillige Feuerwehr gegründet. 26 Männer erklärten sich durch ihre Unterschrift mit dem Statut einverstanden. 1903 wurde eine steinerne Brücke zwischen Alten- und Frauenbreitungen mit staatlicher Unterstützung errichtet. Es erfolgte ebenfalls der Bau der Wasserleitung vom Bußhof nach Frauenbreitungen.
1907 wurde auch die Werrabrücke zwischen Frauen- und Herrenbreitungen neu gebaut.
Zur Gewährleistung einer sicheren Elektrizitätsversorgung der nördlich und südlich des Thüringer Waldes gelegenen Städte und Gemeinden wurde 1912/13 ein modernes Großkraftwerk mit einer anfänglichen Leistung von 9 MW gebaut.
Am 13. Oktober 1913 fand die Grundsteinlegung und am 4. Januar 1915 die Einweihung der neuen Schule in Herrenbreitungen statt, die 2006 geschlossen wurde.
Nach dem Ausbruch des Ersten Weltkriegs zogen 333 Männer von den damals 3000 Einwohnern des Ortes in den Krieg. Am Ende des Krieges 1918 waren 89 Männer aus Alten- und Frauenbreitungen sowie 26 Männer aus Herrenbreitungen gefallen.

### Weimarer Republik
1921 wurde der erste hölzerne Aussichtsturm auf dem Pleß sowie eine gemeinsame Schule für Alten- und Frauenbreitungen (Fertigstellung 1923) gebaut. Inflationsbedingt beliefen sich die Baukosten am Ende auf etwa 6,723 Billiarden Mark.
1925 wurde die Gemarkung Grumbach eingemeindet. Alten- und Frauenbreitungen wurden zu Breitungen/Werra vereinigt. Es wurde eine Kommission zur Einteilung und Benennung der Straßen gebildet.

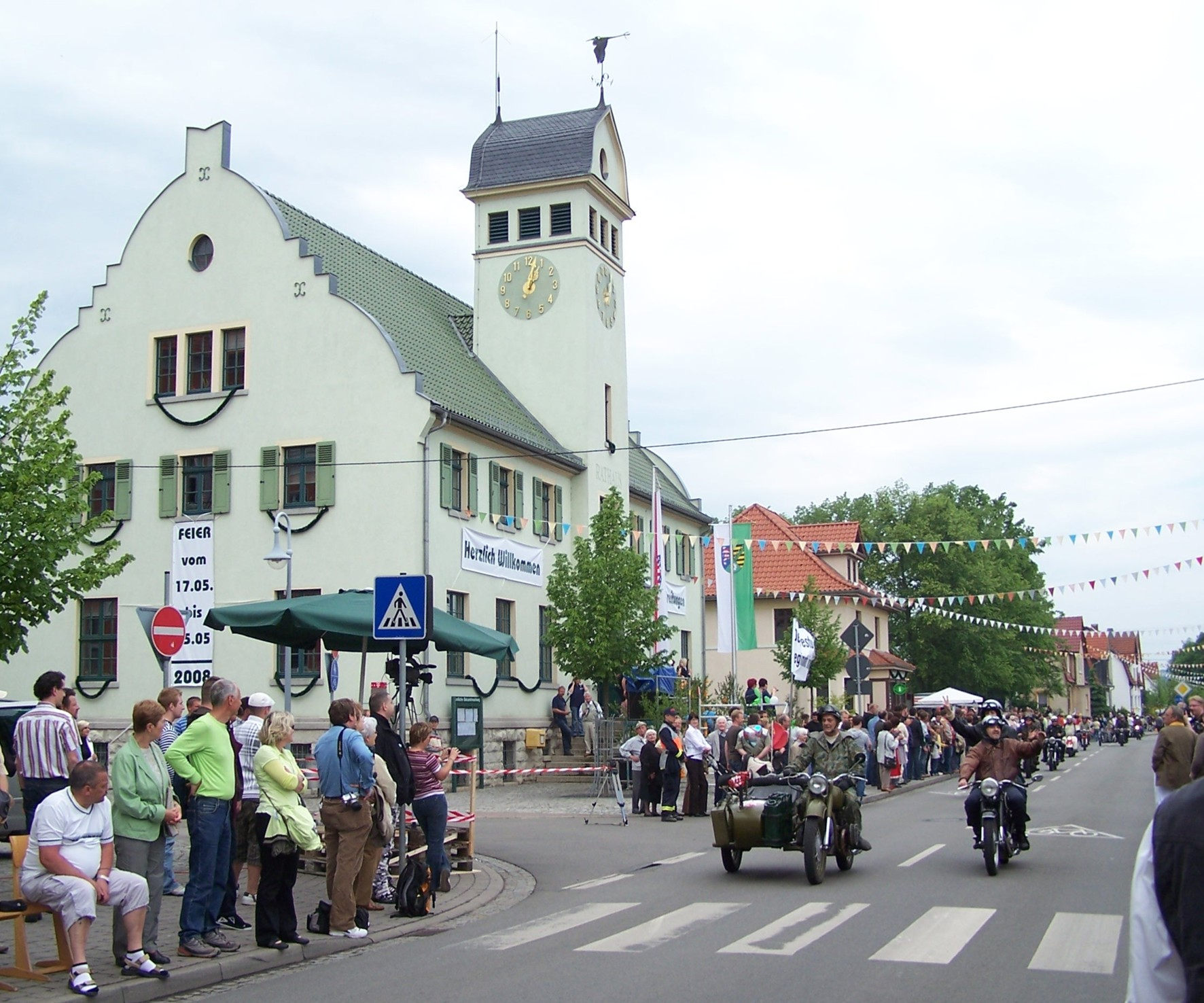
Das Breitunger Rathaus während des Festumzuges anlässlich der 1075-Jahr-Feier im Mai 2008

1926 wurden die Wasserleitung, der Hochbehälter und des Pumpwerk in Herrenbreitungen neu gebaut. Außerdem begann der Ausbau des Ortsstraßennetzes in Herrenbreitungen und die Errichtung des Rathauses in Frauenbreitungen.
Im Jahr 1928 erhielt Breitungen eine 8-stufige Volksschule mit Parallelklassen, die damit neben Meiningen, Bad Salzungen und Wasungen viertgrößte Schule des Kreises wurde. Der ständig wachsende Personen- und Güterverkehr machte den Um- und Ausbau des Bahnhofsgebäudes erforderlich.
1929 kam es durch die außergewöhnliche Kältewelle zu Beginn des Jahres (zeitweise −30 °C) und durch extreme Trockenheit im Sommer zu großen Problemen in der Wasserversorgung.

### NS-Zeit
1933 feierte der Ort das 1000-jährige Jubiläum der Gemeinde Breitungen mit einem historischen Festumzug. Im gleichen Jahr wurde die Domäne Winne aufgelöst und verkauft.
Am 24. April brach bei einem starken Sturm der hölzerne Pleßturm zusammen.
Ab 1935 wurde das Kraftwerk schrittweise umgebaut, mit dem Ziel der weiteren Erhöhung der Leistung (1944: 60 MW).
1936 wurde der neue Friedhof mit Friedhofskapelle am Craimar übergeben. Entsprechend einem Vertrag mit dem Oberkommando der Wehrmacht (OKW) erfolgte der Um- und Ausbau der Metallwarenfabrik zu einer Munitionsfabrik. Für den Bau von drei neuen Produktionshallen mussten vier Wohnhäuser mit Nebengebäuden weichen.
1938 wurden Neuhof und Knollbach eingemeindet. Außerdem wurde ein Feuerwehrhaus in Altenbreitungen gebaut. Hitler erließ das Gesetz über das Feuerlöschwesen, wodurch die von der Freiwilligen Feuerwehr gebildeten Vereine und Verbände aufgelöst und durch eine nach Löscheinheiten gegliederte Hilfspolizeitruppe ersetzt wurden.
1939 wurde das Kino in der Schillerstraße gebaut. Bis zum Ausbruch des Zweiten Weltkrieges wurde östlich von Breitungen an der geplanten Reichsautobahn Eisenach – Bamberg gebaut, der sogenannten „Strecke 85“. Sie wurde aber nie vollendet. Auf deren Trasse befindet sich heute die Bundesstraße 19 als Umgehungsstraße.
Im Januar 1945 wurde die neue Schule in Frauenbreitungen als Lazarett genutzt.
Am 2. April wurden beide Werrabrücken durch zurückweichende Truppen der Wehrmacht gesprengt. Jedoch konnten Heereseinheiten der US-Armee in den folgenden Wochen Breitungen ganz besetzen. Nach der Kapitulation der deutschen Wehrmacht verließen im Mai etwa 1200 ausländische Arbeiter aus den Baracken in der Farnbacher Straße den Ort.
Während des Zweiten Weltkrieges mussten etwa 1740 Kriegsgefangene sowie Frauen und Männer aus den von Deutschland besetzten Ländern Zwangsarbeit verrichten. Auf dem Friedhof von Frauenbreitungen wurden zahlreiche Opfer von Zwangsarbeit aus Breitungen sowie aus Allendorf, Kaltenborn und Wernshausen beigesetzt.
An sie erinnert dort heute ein Denkmal.
Das Renaissance-Schloss war im Krieg mit Evakuierten aus bombengefährdeten Gebieten und ab 1945 mit Vertriebenen aus den Ostgebieten belegt. Durch den Einbau von Wohnungen wurde das Schloss-Innere erheblich verändert. 1980 zogen vietnamesische Arbeitskräfte in das Gebäude ein, ab Mitte der 1980er Jahre war es unbewohnt und stark sanierungsbedürftig – wie auch die großen Wirtschaftsgebäude.

### Nachkriegs- und DDR-Zeit
Im Juli 1945 übernahm die Sowjetarmee die Verwaltung Breitungens, wo am Ende des Zweiten Weltkrieges etwa 360 Tote und Vermisste betrauert werden.
Am 10. Oktober war Wiederbeginn eines geregelten Schulunterrichts.
Einen Monat später ergab eine Volkszählung 4373 Einwohner, davon 1067 Evakuierte.
Am 26. Januar 1946 erfolgte die Vereinigung von KPD und SPD zur SED in Breitungen.
Am 15. Mai wurde in der Baracke am Sportplatz ein Kindergarten eröffnet.
1947 wurde die Metallwarenfabrik enteignet, in Volkseigentum übernommen und firmierte seitdem unter TEWA Metallwarenfabrik VEB Breitungen/Werra.
Im November 1948 erfolgte der Bau einer Begräbnisstätte und eines Ehrenmals für Bürger ausländischer Nationen auf dem Friedhof am Craimar.
Am 1. Juli 1950 erfolgte die Eingemeindung von Herrenbreitungen.
Nach erfolgter neuer Kreiseinteilung gehörte Breitungen ab dem 25. Juli 1952 nicht mehr zum Kreis Meiningen, sondern zum Kreis Schmalkalden.
1953 wurde im Altenbreitunger Schulgebäude eine Landwirtschaftliche Berufsschule eingerichtet. Dort erhielten Brigadiere und andere Genossenschaftsbauern ihre Ausbildung als „Staatlich geprüfter Landwirt“.
1954 wurde die Werrabrücke zwischen Alten- und Frauenbreitungen neu gebaut. Sie erhielt den Namen „Brücke der Einheit“.
Das Kulturhaus des Kraftwerkes wurde gebaut. Die Einweihung fand im Dezember statt.
Am 21. August 1955 unterzeichneten 15 Bundesfreunde im Gasthof „Burgbreitungen“ das Gründungsprotokoll einer Ortsgruppe des Kulturbundes der DDR. Sie stellten sich drei grundlegende Aufgaben: Erstens die Bausicherung und Restaurierung der Basilika, zweitens die Rettung der Breitunger Seen vor Verschüttung und drittens die Weiterführung der Ortschronik.
1956 wurde die Siedlung Farnbach eingemeindet.
1957 wurden die Breitunger Seen zum Tierschutzgebiet erklärt. Im Herbst stellte das Kraftwerk die Ablagerung der Asche im Seengebiet völlig ein. Die schon 1953 begonnenen Rekultivierungsarbeiten auf der Halde wurden gezielt zu Ende geführt.
Im Zusammenhang mit der Einführung des polytechnischen Unterrichts für die Schüler der Klassen 7–10 und einer damit verbundenen praktischen Tätigkeit in einem Industrie- oder Landwirtschaftsbetrieb erfolgte 1958 die Errichtung eines Polytechnik-Zentrums.
Außerdem wurde eine staatliche Tierarztpraxis eröffnet und eine Arbeiter-Wohnungsbau-Genossenschaft gegründet. Im Geschwister-Scholl-Ring entstanden 108 neue Wohnungen.
Am 28. März 1960 fand im Kulturhaus des Kraftwerkes die Gründungsversammlung der LPG Typ I „Thomas Müntzer“ Breitungen statt. 39 Bauern besiegelten mit ihrer Unterschrift den Eintritt in die LPG.
Am 6. April erfolgte die Gründung der LPG Typ II „Zuchtfreunde Winne“.
Am 9. April war Breitungen als 17. Ort des Kreises Schmalkalden „Vollgenossenschaftliches Dorf“. Es war die Gemeinde mit der größten LPG im Bezirk Suhl.
1962 wurde eine große Tabaktrockenanlage errichtet, in der im Winter zunächst Zwiebeln nachgetrocknet, Kartoffeln vorgekeimt und später Champignons gezüchtet wurden.
An der Polytechnischen Oberschule I (POS) in Frauenbreitungen wurde 1966 mit einem großen Erweiterungsbau mit Pausenhalle begonnen, der 1968 abgeschlossen wurde.
Damit stehen nun insgesamt 22 Unterrichtsräume und 5 neue Fachräume zur Verfügung.
Außerdem entstand 1966 das Kieswerk Breitungen.
1967 wurde die Breitunger Seenlandschaft rechtskräftig als Naturschutzgebiet bestätigt.
1969 wurde dem Kraftwerk Breitungen die Aufgabe gestellt, die zentrale Fernwärmeversorgung für die umliegenden Betriebe aufzubauen; mit dem Bau wurde 1971 begonnen.

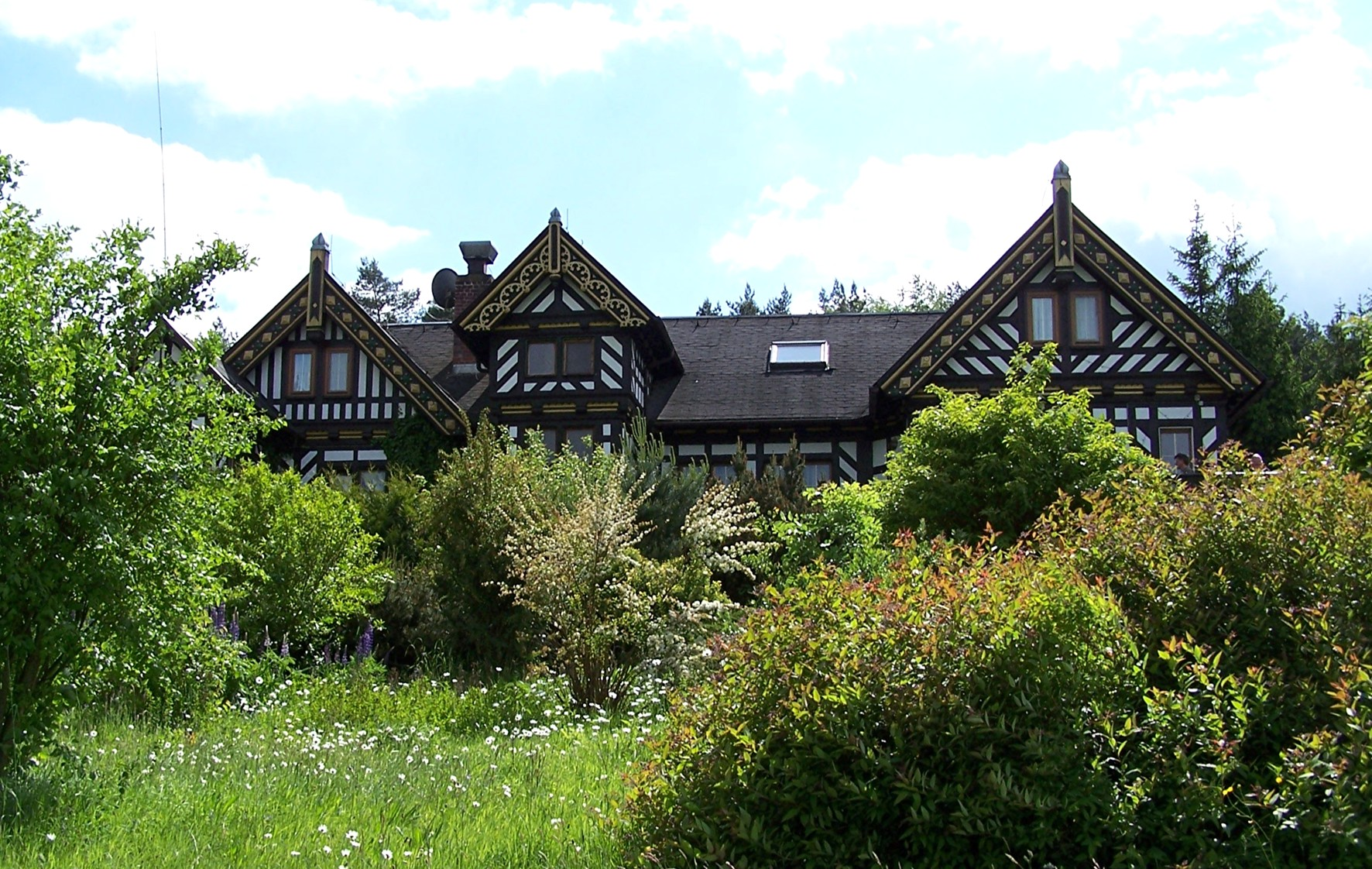
Die Gaststätte „Jagdhaus Seeblick“

1974 wurde das ehemalige fürstliche Jagdhaus am Pleß aus dem dortigen militärischen Sperrgebiet auf den Heuberg umgesetzt und als Gaststätte „Seeblick“ wieder errichtet.
Auf dem Gelände des alten Breitunger Friedhofs wurde der dort gestaltete Friedenspark eingeweiht. Am 7. Oktober 1976 öffnete das Sozialgebäude des VEB Vereinigte Metallwarenfabriken (Suppenpalast) seine Pforten.
1981 nahm die neue Galvanik des VEB Vereinigte Metallwarenfabriken die Produktion auf.
1982 war Breitungen Austragungsort der DDR-Meisterschaften im Frauenjudo.
1983 feierte Breitungen sein 1050-jähriges Bestehen mit einer Festwoche vom 25. Mai bis 5. Juni. Die Gemeinde zählte zu diesem Zeitpunkt etwa 5.700 Einwohner.
Es wurde mit der Errichtung eines neuen Heizwerkes in Breitungen begonnen, mit dem Ziel, es 1990 in Betrieb zu nehmen.
1985 wurde mit dem Ausbau der Werra-Ufer als wesentlicher Bestandteil der Hochwasserschutzmaßnahmen begonnen. In der Bahnhofstraße im Seengebiet und am Kiessee wurden 2.800 Bäume und Sträucher gepflanzt.
1986 wurde am Heizkraftwerk ein 200 Meter hoher Schornstein errichtet. Außerdem war Breitungen Austragungsort der DDR-Meisterschaften im Angeln.
1989 wurde Breitungen am 18. März als erster Gemeinde des Bezirkes Suhl der Titel „Wasserwirtschaftlich vorbildlich arbeitendes Territorium“ zuerkannt.
Am 9. September wurde das Jubiläum 875 Jahre Marktrecht für Breitungen feierlich begangen.
Im Herbst 1989 nahm die Unzufriedenheit mit den politischen Missständen in der DDR zu. In Breitungen kam es zu Bürgerforen in der Marienkirche und im Kulturhaus Kraftwerk.

### Nach der Wiedervereinigung
Am 6. Mai 1990 fanden erstmals seit 1946 wieder freie demokratische Kommunalwahlen statt. Die gewählte Gemeindevertretung von 20 Abgeordneten wählte aus ihrer Mitte einen Bürgermeister (CDU).
Am 1. Juli 1991 wurde die LPG in die Agrargenossenschaft „Werragrund“ e.G. mit einer landwirtschaftlichen Nutzfläche von 1300 Hektar umgewandelt.
Am 25. Juli erfolgte die Übergabe einer neuen Trauerhalle auf dem Friedhof in Herrenbreitungen. Die Gottesackerkirche aus dem Jahre 1728 wurde dem Hennebergischen Museum in Kloster Veßra übergeben.
Es wurde ein neues Schulsystem mit zwei staatlichen Grundschulen (Herren- und Frauenbreitungen) und einer staatlichen Regelschule (Frauenbreitungen) eingeführt.
Die im April 1990 an der Herrenbreitunger Werrabrücke begonnenen Sanierungsarbeiten mit Fahrbahnverbreiterung waren am 22. November abgeschlossen. Die Gesamtkosten betragen etwa 2,2 Millionen DM.
Am 1. April 1992 wurde das Kraftwerk und am 30. September das Heizwerk stillgelegt.
Die Verwaltungsgemeinschaft „Werratal“ mit den Orten Breitungen, Fambach und Heßles, mit rund 8000 Einwohnern und Sitz in Breitungen, wurde gegründet.
1994 wurde das Aktivmuseum zur Pflege ländlichen Brauchtums im Schloss eingerichtet.
Das Dorfzentrum an der „Schafwerra“ mit seinen Einkaufs- und Dienstleistungseinrichtungen wurde fertiggestellt.
Im Jahr 1995 wurden die drei Feuerwehren Alten-, Frauen- und Herrenbreitungen zur Freiwilligen Feuerwehr Breitungen vereinigt. Im Juni erhielt der Ort ein neues Feuerwehrhaus.
Am 13. Dezember erfolgte die Übergabe eines Jugendklubs in der Gartenstraße.

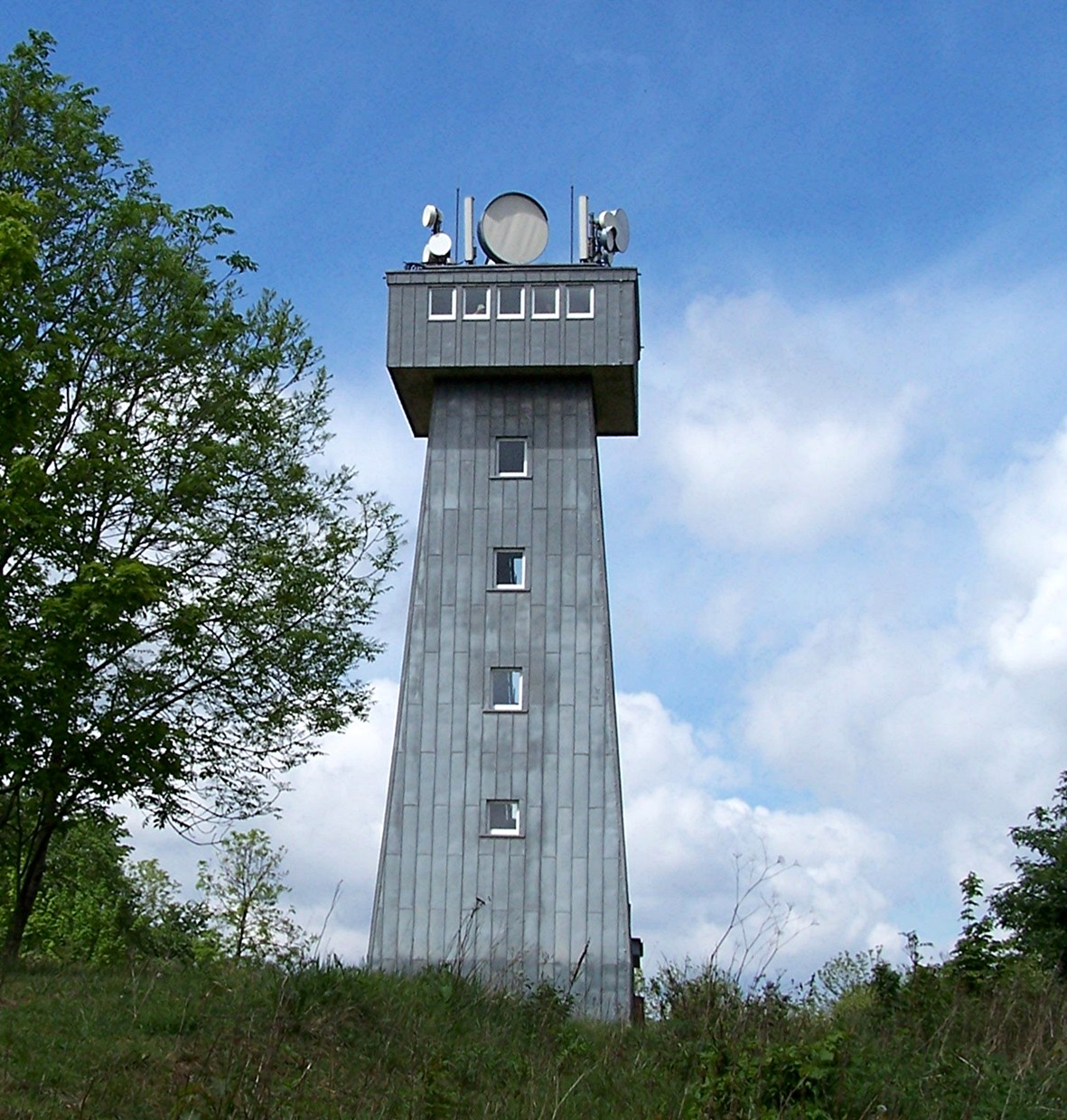
Der neue Aussichtsturm auf dem Pleß

Im März 1996 erwarb die Gemeinde das Gebiet des Pleßberges. Damit besitzt Breitungen seinen eigenen Hausberg.
Am 9. Juli wurde mit zwei Thüringer Verordnungen die Neugliederung von kreisangehörigen Gemeinden geregelt. Breitungen übernahm die Funktion einer Erfüllenden Gemeinde für Heßles, Fambach, Rosa und Roßdorf.
Im August ging nach Verhandlungen auf Landesebene die Basilika in den Besitz der Kommune über. Das Schloss verbleibt im Landesbesitz.
1997 wurde der traditionelle Sportplatz „Friedenskampfbahn“ am 19. Juli neu eingeweiht. Nach fast 25 Jahren kann dort wieder Fußball gespielt werden.
Am 1. Dezember wurde am Riegelsweg eine Kindertagesstätte mit einer Kapazität von 160 Plätzen übergeben. Die vorherigen Einrichtungen waren schrittweise geschlossen worden.
Am 6. April 1999 erfolgte der erste Spatenstich für den Bau des nunmehr dritten Aussichtsturmes auf dem 644 Meter hohen Breitunger Hausberg Pleß.
Nach 37 Jahren konnten die etwa 3000 bis 4000 Besucher ihren neuen Pleßturm am 2. Oktober besteigen und die einmalige Aussicht genießen.
Am 19. Februar 2000 wurde das komplett rekonstruierte Kultur- und Vereinszentrum Kulturhaus am Kraftwerk wieder eröffnet.
Im April 2001 wurde das Wohnheim für geistig Behinderte der Diakonischen Behindertenhilfe Bad Salzungen-Schmalkalden im Frauenbreitunger Weg offiziell eingeweiht.
Im September 2002 fand ein Festakt zum 100-jährigen Bestehen der Freiwilligen Feuerwehr Breitungen im Kulturhaus statt. Nach Bewilligung der Fördermittel wurde im November mit der Montage der dritten Werraquerung an der Schafwerra für Fußgänger und Radfahrer begonnen. Am 22. April 2003 wurde die Brücke der Bestimmung übergeben.
Nach der im Oktober 2002 erfolgten Grundsteinlegung erfolgte im Januar 2003 die offizielle Übergabe des Altenhilfezentrums „Haus Werragarten“. Das Objekt bot 60 älteren Menschen ein betreutes Zuhause.
Weiterhin wurde die Industriebrache Kraftwerk abgerissen. Auf dem Gelände entstand ein Freizeit- und Naherholungszentrum.
Vom 9. bis 20. Juni fand eine Festwoche mit zahlreichen Veranstaltungen und einem großen Festumzug aus Anlass „100 Jahre Fußball in Breitungen“ statt.
Am 15. Mai verstarb völlig unerwartet der langjährige Bürgermeister Günter Hirsch (CDU). Als Nachfolger wurde am 26. September der bisherige Erste Beigeordnete Peter Heimrich (SPD) gewählt.

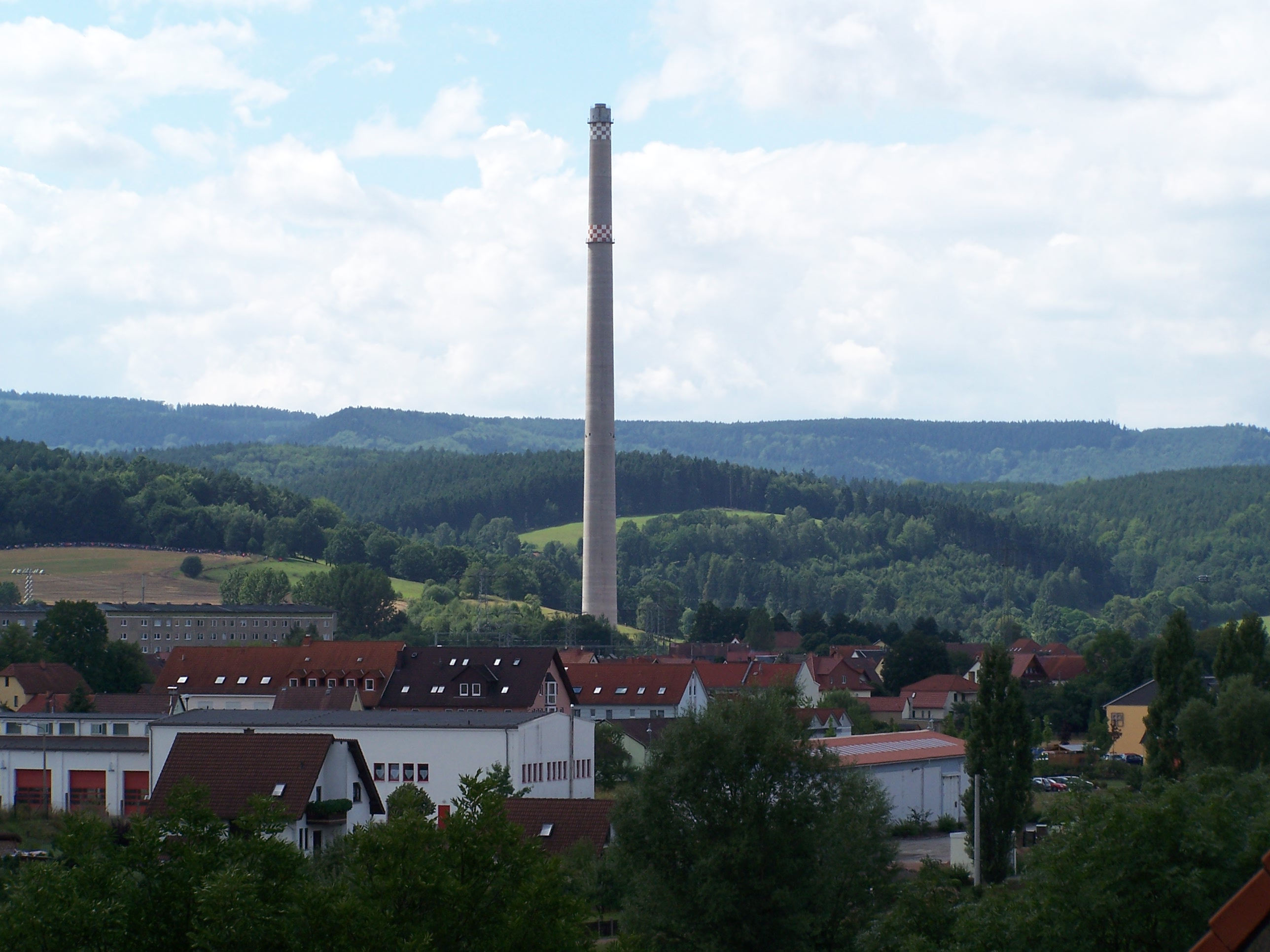
Der ehemalige Breitunger Schornstein am 6. August 2005, kurz vor der Sprengung, betrachtet vom Burghügel

Am 6. August 2005 wurde das Heizwerk abgerissen und die 200 Meter hohe Esse gesprengt.
Im selben Jahr wurde die Grundschule in Herrenbreitungen (die nach Fambach verlegt wurde) geschlossen und am 18. November die Fußgänger- und Radfahrerbrücke am Naherholungszentrum eingeweiht.
2006 wurde das sanierte Steinkreuz in der Herrenbreitunger Kirchenmauer am 20. Mai der Öffentlichkeit übergeben. Im Juni wurde der Grundstein für das Empfangs- und Sanitärgebäude am „Tourismus-, Kultur- und Sportzentrum der Gemeinde Breitungen am Kiessee/Kulturhaus“ gelegt. Die Breitunger Burgsänger verabschiedeten sich nach 40 Jahren mit einem letzten öffentlichen Konzert in der Basilika.
Die Basilika wurde Mitte der 1990er Jahre einer Sanierung unterzogen und dient jetzt als Konzert- und Ausstellungsraum.
Die dringend notwendige Sanierung des Schloss-Komplexes begann nach der Wende – unter Einsatz von Fördermitteln – mit der Rekonstruktion des verfallenden großen Scheunengebäudes des Guts. Das Renaissance-Schloss selber war seit Mitte der 1980er Jahre unbewohnt und in beklagenswertem baulichem Zustand. 2007 wurde das Schloss an die Familie Koenitz aus Großpösna bei Leipzig verkauft. Diese wohnt im Schloss und bemüht sich in Eigeninitiative – nachdem das Dach rekonstruiert wurde – um die schrittweise Wiederherstellung der Innenräume. So existiert (2009) durch Entfernen der Einbauten aus SBZ- und DDR-Zeit und umfangreiche Restaurierungsarbeiten wieder ein Schlosssaal, welcher für Konzerte, Veranstaltungen sowie als Galerie genutzt wird. Die Außenwände des Baues weisen erhebliche Risse auf. Sanierungsbedürftig ist innerhalb der Vierseiten-Anlage des Schlosses mit früherem Gut auch das große Stallgebäude.
2007 wurde ein DRK-Ortsverein gegründet.
2011 wurde der Marktplatz an der Marienkirche grundhaft erneuert.
Im Jahr 2012 wurde der seit 2006 regierende Bürgermeister Peter Heimrich zum Landrat des Landkreises Schmalkalden-Meiningen gewählt und gab deshalb sein Amt ab. Als neuer Bürgermeister wurde der von der SPD nominierte, parteilose Ronny Römhild gewählt.
2013 wurde die alte Bahnhofsruine abgerissen und durch einen Parkplatz ersetzt.